# Keld Pedersen
Keld Preben Pedersen (ur. 17 października 1942 w Haslev) – duński piłkarz występujący na pozycji napastnika.

## Kariera klubowa
Pedersen karierę rozpoczynał w 1963 roku w pierwszoligowym Køge BK. W sezonie 1963 spadł z zespołem do drugiej ligi, jednak w sezonie 1965 awansował z nim z powrotem do pierwszej ligi. W 1967 roku przeszedł do holenderskiego GVAV. Przez dwa sezony rozegrał w jego barwach 51 spotkań i zdobył 15 bramek w Eredivisie. W 1969 roku wrócił do Køge, grającego już w drugiej lidze. W sezonie 1970 awansował z nim do pierwszej ligi, a w 1974 roku zakończył karierę.

## Kariera reprezentacyjna
W reprezentacji Danii Pedersen zadebiutował 9 czerwca 1965 w wygranym 3:1 meczu Mistrzostw Nordyckich z Finlandią. 5 lipca 1965 w wygranym 3:1 towarzyskim pojedynku z Islandią strzelił swojego pierwszego gola w kadrze. W latach 1965–1973 w drużynie narodowej rozegrał 15 spotkań i zdobył 3 bramki.